# Ferrovia Palazzolo-Paratico
La ferrovia Palazzolo–Paratico è una linea ferroviaria collegante Palazzolo sull'Oglio con la zona del basso lago d'Iseo.
L'infrastruttura ferroviaria è gestita da RFI. Il traffico merci è inesistente, mentre il traffico passeggeri è gestito dalla Fondazione FS in ambito turistico festivo e stagionale.

## Storia

### Il progetto e la costruzione
Il concepimento della linea fu dovuto all'interesse congiunto di diverse società che operavano sul Sebino, come lo stabilimento siderurgico di Castro e la Società Italiana dei cementi e delle calci idrauliche, ad avere delle linee ferroviarie che unissero il lago alla Milano-Venezia. Giovanni Andrea Gregorini, proprietario dello stabilimento loverese, produsse un opuscolo in cui confrontava le due ipotesi ferroviarie che andavano per la maggiore: la Iseo-Coccaglio e la Sarnico-Palazzolo sull'Oglio. Le sue conclusioni vertevano favorevolmente verso quest'ultimo progetto, in grado di servire sia la provincia di Bergamo sia quella di Brescia.
Le discussioni relative alla costruzione della Treviglio-Coccaglio, che avrebbe permesso il collegamento ferroviario diretto fra Brescia e Milano, convinsero i comuni potenzialmente interessati e alcuni notabili bergamaschi a costituire un comitato che in alternativa proponesse una linea diretta tra Palazzolo sull'Oglio e Treviglio, la quale avrebbe potuto essere prolungata fino a Sarnico costituendo il desiderato raccordo con il lago. La Società per le Ferrovie dell'Alta Italia (SFAI), a cui spettava il compito di costruire la linea diretta, sembrò essere piuttosto favorevole al progetto bergamasco. Tuttavia l'opposizione di Giuseppe Zanardelli e del notabilato bresciano, ebbero effetti presso il Ministero dei lavori pubblici: il 10 gennaio 1873 il dicastero emanò un decreto che imponeva alla SFAI l'«adempimento dei suoi obblighi secondo gli originali disposti», in altre parole la costruzione di una nuova tratta ferroviaria diretta tra Treviglio e Brescia. Tuttavia la costituzione del comitato non fu vana, perché tra i suoi membri si costituì una società, la Gregorini, Cicogna & Mazzuchelli, che ottenne la concessione per costruire la Palazzolo-Paratico.
La società concessionaria ottenne finanziamenti da parte di tutti i paesi interessati dal tronco ferroviario e iniziò i lavori nel maggio 1874. La costruzione fu organizzata in tre lotti:
- dalla frazione di Rivatica di Paratico, dove sarebbe stato ubicato l'imbarcadero, fino al confine con Capriolo;
- il territorio di Capriolo;
- dalla stazione di Palazzolo sull'Oglio fino al confine con Capriolo[8].

Vi furono alcuni ritardi nell'andamento dei lavori, dovuti principalmente a contrasti con l'ente gestore della roggia Fusia, la quale era diretta concorrente per i traffici dal Lago d'Iseo a Palazzolo. Nonostante questi ritardi, due anni dopo la linea era quasi completa: fu quindi autorizzato l'esercizio provvisorio. L'inaugurazione avvenne il 31 agosto 1876. Stando agli accordi, l'esercizio del trasporto di passeggeri e merci sarebbe stato competenza dalla Società per le Ferrovie dell'Alta Italia.
Nonostante il successo raggiunto, la società concessionaria non fu in grado di far fronte agli impegni finanziari derivanti dai ritardi e per l'esecuzione delle opere necessarie all'ottenimento della concessione definitiva. Si dovette costituire una nuova società, la Società Anonima per la ferrovia Palazzolo-Paratico al lago d'Iseo, che nel 1879 rilevò la proprietà della linea. Fu questa impresa che completò i lavori di costruzione ottenendo la concessione per l'esercizio definitivo nel 1880.

### La gestione diretta delle Ferrovie dello Stato
Nel 1911 la Società Anonima fu posta in liquidazione, la linea fu riscattata dallo Stato italiano e la gestione passò completamente alle Ferrovie dello Stato.
La ferrovia aveva il suo punto di forza nel movimento di merci dallo stabilimento di Lovere e dalla Italcementi di Pilzone. Il traffico passeggeri era principalmente costituito dai pendolari che si dirigevano verso le fabbriche delle città lombarde.
Fino al 1943, lo scalo di Palazzolo sull'Oglio era il più trafficato della provincia dopo quello del capoluogo.
Durante la seconda guerra mondiale, la ferrovia subì diversi bombardamenti che danneggiarono ponti, fabbricati e persino le chiatte usate nell'imbarcadero.
A seguito di un Decreto del Ministero dei trasporti, il 30 giugno 1966 le Ferrovie dello Stato decisero di sospendere il traffico passeggeri. La linea non fu smantellata, perché rimase utilizzata per il traffico merci. Negli anni settanta si demolì il fabbricato viaggiatori della stazione di Capriolo, mentre i caselli ferroviari persero la loro funzione: è in quel periodo che ai convogli fu imposta la marcia a vista.
Dal 1994, l'Associazione FBS - Ferrovia del Basso Sebino, ora appartenente al Gruppo FTI - Ferrovie Turistiche Italiane gestisce il traffico passeggeri festivo durante la primavera e nei mesi di settembre e ottobre, grazie ad un accordo con le Ferrovie dello Stato.
L'imbarcadero posto al termine della linea in riva al Lago d'Iseo fu impiegato fino al 31 gennaio 1998 per caricare e scaricare i carri ferroviari sulle chiatte destinate allo stabilimento di Lovere. Quello della ferrovia Palazzolo-Paratico era l'ultimo caso di servizio di trasporto combinato merci tramite treno e chiatte in Europa.

## Caratteristiche ferroviarie

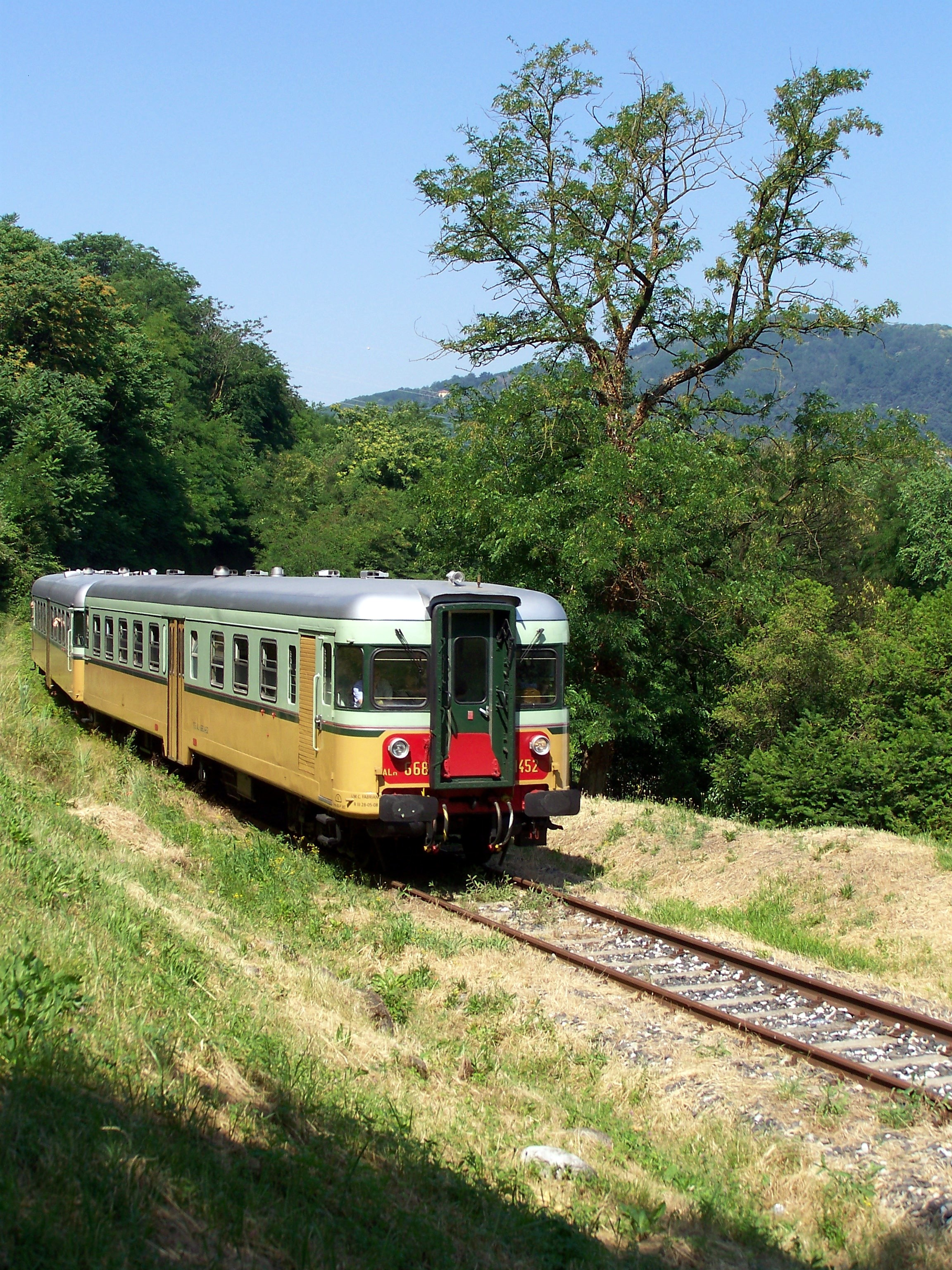
Il Trenoblu formato da ALn 668 in livrea storica.

### Armamento
La linea ferroviaria è a scartamento ordinario a 1435 mm. Dal 1986 utilizza rotaie da 46 Kg/m con traversine in legno di castagno. Nel 2006, circa cinque chilometri sono stati rinnovati dotandoli di binari UNI 60, recuperati dalla Arona – Domodossola.
È stata inoltre completata la sostituzione delle traversine in legno con quelle in cemento precompresso, presenti ora su tutta la linea.
Il transito sulla linea è previsto solo per i convogli fino ad un carico assiale di 21 tonnellate e con una velocità massima di 40 km/h, a causa della presenza di passaggi a livello senza barriere incustoditi e della mancanza di curve dotate di sopraelevazione.
Nel 2018 proseguono i lavori di posizionamento delle barriere ai passaggi a livello su tutta la linea, in un'ottica di maggior sicurezza e velocità dei convogli turistici transitanti.

### Sistema di esercizio
L'esercizio ferroviario della linea è a spola. In particolare, l'esercizio del movimento della stazione di Paratico-Sarnico, che funge da stazione di regresso, è affidato al Dirigente Movimento della stazione di Palazzolo sull'Oglio.
Sempre presso la stazione di Paratico-Sarnico è presente un vecchio impianto semaforico ad ala, installato nel 1994 come monumento ma di nessun significato per i treni. Lo stesso è stato recuperato da altro impianto ed erroneamente posizionato come partenza, pur non avendone l'impianto mai posseduto uno, costituendo a tutti gli effetti un "falso storico".

### Materiale rotabile
Dagli anni cinquanta fino al 1966 furono utilizzate automotrici diesel ALn 556.
Il Trenoblu è effettuato da un'automotrice ALn 668, noleggiata da Trenitalia, che effettua cinque coppie di corse classificate come regionali, di cui due sulla direttrice Bergamo-Palazzolo-Paratico.
Nel 2006 sono state impiegate anche delle automotrici storiche ALn 873 ristrutturate dall'Associazione Veneta Treni Storici e facenti parte del reparto Manutenzione ed Esercizio Rotabili Storici (MERS) di Trenitalia. A partire dal 2007, il servizio è stato parzialmente svolto dall'ALn 668.1401, ristrutturata con livrea originale verde lichene e giallo coloniale, alla quale l'anno seguente è stata accoppiata la .1452, sempre in livrea originale.

## Percorso
| Continuation backward |

| Station on track |

|  | Unknown route-map component "ABZgl" | Unknown route-map component "CONTfq" |

|  | Unknown route-map component "eABZgl" | Unknown route-map component " exKINTeq" |

| Unknown route-map component "SKRZ-Au" |

| Stop on track |

| Small bridge over water |

| Small bridge over water |

| Unknown route-map component "KHSTxe" |

| Unknown route-map component "exBHF" |

| Unknown route-map component "exBUE" |

| Unknown route-map component "exDST" |

| Unknown route-map component "exENDEe" |

La linea ferroviaria si stacca dalla ferrovia Lecco-Brescia poco prima di giungere, lato Brescia, al fabbricato viaggiatori della stazione di Palazzolo sull'Oglio, piegando verso destra.
Proprio per questo motivo la banchina del quarto binario, riservato alle partenze e arrivi in direzione Paratico-Sarnico, è in realtà una grande aiuola triangolare con il terzo binario (linea Lecco-Brescia).
È presente inoltre il quinto binario a servizio della linea, ma non è disponibile al servizio viaggiatori in quanto privo di banchina.
Il cippo chilometrico 0+000 della ferrovia è posto a quest'altezza.
Poco dopo la stazione capolinea, il binario compie ulteriormente una curva verso destra, dalla quale si possono intravedere i resti del raccordo con la Italcementi. In seguito sottopassa la struttura in cemento della teleferica utilizzata dalla società cementifera. Dopo la località Sgraffigna, il tracciato si snoda all'interno del parco dell'Oglio costeggiando il lato orientale del fiume.
Dopo il terzo chilometro si sottopassano i tre ponti dell'Autostrada Milano-Venezia e si giunge nel territorio del comune di Capriolo. La stazione del paese, attualmente priva di fabbricato viaggiatori, è ubicata in prossimità del passaggio a livello che porta alla fabbrica della Niggeler & Küpfer.
Poco prima del settimo chilometro, il tracciato entra nel territorio di Paratico attraversando la strada proveniente da Capriolo e transitando sopra i due ponti in cemento armato sul canale Fusia, mentre poco dopo l'ottavo chilometro, il binario oltrepassa la strada che conduce alla diga che chiude il lago d'Iseo.
Il tracciato in esercizio termina in un raddoppio poco prima della storica stazione di Paratico-Sarnico, all'altezza della ex rimessa locomotive, dove è stata installata una pensilina ed aggiunti i cartelli "Paratico-Sarnico".
L'accesso ai binari ed alla pensilina è chiuso da un cancello ferroviario, aperto solamente durante l'effettuazione dei treni turistici.
Il piazzale binari della storica stazione di Paratico-Sarnico risulta inaccessibile ai treni poiché pedonalizzato completamente annegando i binari nel cemento, facendo partire da qui la riqualificazione pedonale fino allo scalo merci di Rivatica, termine originario della linea.
Fino al 1998 infatti, la linea proseguiva oltre la stazione attraversando a raso la Strada statale 469 Sebina Occidentale per immettersi nel piazzale dello scalo merci di Rivatica, dotato di due imbarcaderi per il trasferimento dei carri su chiatte.